# Can Fil
Can Fil és una casa de Vilassar de Dalt (Maresme) inclosa a l'Inventari del Patrimoni Arquitectònic de Catalunya.

## Descripció
Casa construïda a mitjans del segle xix, davant la fàbrica tèxtil "Cal Garbat". És una casa mitjanera, de planta baixa i primer pis, de parets longitudinals de càrrega i coberta de teula de vessant d'aigües a la façana principal. A questa façana hi ha un portal ample d'arc treballat de pedra amb un cancell, dues finestres al primer pis i una a la planta baixa, també amb marc de pedra (granit). A la planta baixa hi ha la cuina, el menjador, el rebost i l'eixida es conserva l'antiga xemeneia de Cal Garbat. Per sota Can Fil hi passen les conduccions que comunicaven les calderes de la màquina de vapor de la fàbrica amb xemeneia. Aquesta, de maó vist, escapçada 10 m., mesura aproximadament 30 m.